# 1034 Mozartia
1034 Mozartia este un asteroid din centura principală, descoperit pe 7 septembrie 1924, de Vladimir Albițki.